# أمنية (شركة)
شركة أمنية، هي شركة اتصالات خلوية أردنية، تأسست عام 2005، وتتبَع لشركة "بتلكو البحرين"، في عام 2012، وصل عدد مشتركي أمنية لما يزيد على 2.4 مليون مستخدم لخدمات الخلوي وفي حصة سوقيّة بلغت 31%.